# 池田岩三郎
池田 岩三郎（いけだ いわさぶろう、1874年（明治7年）8月23日 - 1937年（昭和12年）2月10日）は、日本の海軍軍人。最終階級は海軍中将。正四位勲二等功五級。広島県出身。

## 経歴
1874年（明治7年）8月23日、広島県安芸郡大須賀村（現：広島市南区）で、池田辰之助、アサ夫妻の三男として生まれる。旧制修道中学校（現：修道中学校・高等学校）を経て、1896年（明治29年）12月16日海軍機関学校（3期）を卒業。1898年（明治31年）1月14日、海軍少機関士に任官。のち海軍大学校教官兼教育本部部員、第6戦隊機関長などを経て、1916年（大正5年）英国駐在造船監督官となる。1920年（大正9年）12月1日に海軍機関少将へ昇任し第1艦隊機関長に就任。1921年（大正10年）教育本部第3部長、1923年（大正12年）海軍機関学校長、1924年（大正13年）佐世保海軍工廠長。同年12月1日海軍機関中将、1925年（大正14年）海軍省軍需局長となる。1928年（昭和3年）軍令部出仕、1929年（昭和4年）7月5日に待命となり、同月10日、予備役編入となる。ついで藤永田造船所社長を務めた。1937年（昭和12年）2月10日、64歳で卒去。墓所は多磨霊園。